# Oliver Grau
Oliver Grau (ur. 24 października 1965) – niemiecki historyk sztuki i teoretyk mediów specjalizujący się w nauce o obrazie, nowoczesności oraz sztuce mediów, a także kulturze XIX wieku i sztuce włoskiego renesansu.

## Życiorys
Po studiach w Hamburgu, Sienie i Berlinie oraz po uzyskaniu w 1999 stopnia doktora, Grau wykładał na Uniwersytecie Humboldtów w Berlinie, był gościem wielu laboratoriów naukowych w Japonii i USA, zaś po habilitacji w 2003 roku, już ze stopniem naukowym profesora, wykładał na wielu uniwersytetach na świecie. Był doradcą licznych międzynarodowych specjalistycznych periodyków i stowarzyszeń. Grau był dyrektorem wielu konferencji, inicjatorem i jednocześnie dyrektorem Refresh! Pierwszej Międzynarodowej Historii Sztuki Mediów, Nauki i Technologii, która odbyła się w Banff, w Kanadzie, w 2005 roku (2007 Berlin, 2009 Melbourne).
W 2001 roku został wybrany członkiem Młodej Akademii Berlińsko-Brandenburskiej Akademii Nauk i Leopoldiny, w 2002 został wyróżniony nagrodą Instytut Goethego InterNations, w 2003 jego książka Sztuka Wirtualna została Książką Miesiąca Scientific American, w tym samym roku także otrzymał stypendium Niemiecko-Włoskiego Centrum Villa Vigoni, zaś w 2004, Nagrodę Mediów Uniwersytetu Humboldtów. Jest profesorem Nauki o Obrazie (Image Science) oraz dziekanem tegoż Wydziału na Uniwersytecie Dunajskim w Krems w Austrii. Główne pola jego badań to historia sztuki mediów, immersji i emocji, jak również historii, idei i kultury teleobecności oraz sztucznego życia.
Jego książka Sztuka wirtualna zaoferowała po raz pierwszy historyczne porównanie teorii obraz-widz immersji oraz systematycznej trylogii artysta-dzieło-widz w warunkach sztuki cyfrowej. Badania powiązane zostały z nowatorskim modelem ewolucyjnej historii iluzji medialnych, które wynikają, z jednej strony, z odpowiedniej zależności od nowych zmysłowych potencjałów sugestii oraz, z drugiej strony, zmiennej siły wyobcowania widza (kompetencja medialna).
Grau zainicjował powstanie nowych narzędzi naukowych humanistyki/cyfrowych nauk humanistycznych; kierował projektem „Sztuka immersyjna” Niemieckiej Wspólnoty Badawczej (DFG), którego zespół w 1998 roku rozpoczął opracowywanie pierwszego międzynarodowego archiwum sztuki cyfrowej ([www.virtualart.at]) pisanego na platformie open source na Uniwersytecie Dunajskim w Krems, na bazie którego powstał później cały szereg projektów pokrewnych. Począwszy od 2000 roku DVA (Database of Virtual Art) była pierwszym archiwum online, które regularnie transmitowało dokumenty wideo. Od 2005 roku Grau jest dyrektorem bazy danych Kolekcji Grafiki Goettweig, największej austriackiej prywatnej kolekcji grafiki, na którą składa się trzydzieści tysięcy dzieł, od Albrechta Dürera po Gustava Klimta.
Dla nauk obrazowych Grau opracował nowe międzynarodowe programy nauczania: studia magisterskie Historie Sztuki Mediów, eksperta akademickiego w dziedzinach Zarządzanie Zbiorami Cyfrowymi i Projektowanie Wystaw, Kompetencji Wizualnych oraz kurs magisterski Nauka o Obrazie. Ponadto, wraz z serią Telewykładów Dunajskich (Danube Telelectures) powstał nowy format platformy interaktywnej dla wykładów i dyskusji emitowanych na cały świat.

## Pisma (monografie)
- Die Sehnsucht, im Bild zu sein. Zur Kunstgeschichte der virtuellen Realität. Dissertation. Humboldt-Universität, Berlin 1999.
- Virtual Art. From Illusion to Immersion. MIT-Press, Cambridge 2003 (Chinesisch 2006, Serbisch 2008, Portugiesisch 2009).
- Bildwerdung. Habilitationsschrift. Kunstuniversität, Linz 2004.
- Эмоции и иммерсия: ключевые элементы визуальных исследований / Пер. с нем. А. М. Гайсина, EDIOS Publishing House, St. Petersburg 2013.

## Pisma (wydania w wyborze)
- Imagery of the 21st Century, Cambridge: MIT-Press 2011.
- MediaArtHistories, Cambridge: MIT Press 2007 (Übersetzungen in Brasilien und Mazedonien).
- Mediale Emotionen. Zur Lenkung von Gefühlen durch Bild und Sound (gemeinsam mit Andreas Keil): Frankfurt/Main: Fischer 2005.

## Opublikowane bazy danych
- Digitale Kunst (Archive of Digital Art), ehemals Database of Virtual Art seit 2000 www.digitalartarchive.at
- MedienKunstGeschichte, seit 2005 www.MediaArtHistories.org
- Graphische Sammlung Göttweig online, seit 2007 www.gssg.at

## Publikacje (wybór)
- Druckgrafik bis Medienkunst: Neue Analyseinstrumente für die historisch vergleichende Bildforschung. in: Rundbrief Fotografie, Vol. 21 (2014), No. 1/2 [N.F. 81/82], S. 108–116.
- Our Digital Culture Threatened by Loss, in: The World Financial Review, 2014, pp. 40-42.
- New Perspectives for the (Digital) Humanities, in: The Challenge of the Object, Congress Proceedings of the 33rd Congress of the International Committee of the History of Art. T. 1-3. Ed. by G. Ulrich Großmann/Petra Krutisch, Nuremberg 2013, S. 990–994.
- Image Science & MediaArtHistories. New Infrastructures for 21th Century. in: Gunther Friesinger, Johannes Grenzfurthner, Thomas Ballhaus (Eds.): Mind and Matter. Comparative Approaches towards Complexity, Bielefeld: transcript 2011, S. 29–37.
- Imagery in the 21st Century. MIT-Press, Cambridge 2011. Con contributioni di James Elkins(inne języki), Eduardo Kac(inne języki), Peter Weibel(inne języki), Lev Manovich(inne języki), Olaf Breitbach, Martin Kemp, Sean Cubitt(inne języki), Christa Sommerer(inne języki), Marie Luise Angerer(inne języki), Wendy Chun.
- Media Art’s Challenge for our Societies. in: 2010 International Humanities Conference, Boundary Crossing Humanities and Symbiotic Society, Yonsei University, Seoul 2010, S. 163–193.
- Renewing knowledge structures for Media Art. in: EVA London 2010. Electronic Visualisation and the Arts, BCS London, Alan SEAL, Jonathan BOWEN and Kia NG (Eds.), S. 286–295.
- Living Habitats: Immersive Strategies. in: Christa Sommerer, Laurent Mignonneau (Hg.): Interactive Art Research, Springer, Vienna/New York 2009, S. 170–175.
- Media Art Needs Histories and Archives. in: Zhuangshi, Beijing 2008, No. 7, S. 50–61.
- The Recombinant Reality – Immersion and Interactive Image Spaces. in: Synthetic Times, Cambridge, M.A.: MIT Press 2008, S. 72–93 (German/Chinese).
- “Vorsicht! Es scheint, das er direkt auf die Dunkelheit zustürzt, in der Sie sitzen.” Immersions- und Emotionsforschung, Kernelemente der Bildwissenschaft. in: Klaus Herding/Antje Krause-Wahl (Eds.): Wie sich Gefühle Ausdruck verschaffen, Taunusstein: Verlag Dr. H. H. Driesen GmbH 2007, S. 263–288.
- Phantasmagorischer Bildzauber des 18. Jahrhunderts und sein Nachleben in der Medienkunst. in: Brigitte Felderer (Ed.): Rare Künste: Zur Kultur und Mediengeschichte der Zauberkunst, Vienna 2006, S. 461–480.
- Kunst als Inspiration medialer Evolution: Überwindungsvisionen der Kinoleinwand vom Stereopticon zur Telepräsenz. in: Thomas Hensel, Klaus Krüger, Tanja Michalsky (Eds.): Das bewegte Bild. Film und Kunst, Munich 2006, S. 419–448.
- MedienKunstGeschichte: Für eine transdisziplinäre Bildwissenschaft in: Matthias Bruhn and Karsten Borgmann (Eds.): Sichtbarkeit der Geschichte. Beiträge zu einer Historiografie der Bilder / ed. for H-Arthist and H-Soz-u-Kult. Berlin: Clio-online and Humboldt University of Berlin 2005.
- Der Digitale Bau: Aktuelle Tendenzen der Raumvisualisierung und ihre Vorläufer in: Thesis, Wissenschaftliche Zeitschrift der Bauhaus-Universität Weimar, 2004, Vol. 3, S. 112–121.
- For an Expanded Concept of Documentation: The Database of Virtual Art, ICHIM, École du Louvre, Cultural institutions and digital technology, acte publié avec le soutien de la Mission de la Recherche et de la Technologie du Ministère della Culture et de la Communication, Paris 2003, Proceedings, CD-Rom, pp. 2-15.
- Virtual Art: From Illusion to Immersion, Cambridge/Mass. MIT-Press 2003.
- Bilder von Kunst und Wissenschaft: Auf dem Weg zur Bildwissenschaft, in: Gegenworte: Zeitschrift für den Disput über Wissen, edited by BBAW, Berlin 2002, pp. 25-30.
- Kunst als Inspiration medialer Evolution. Intermediale Etappen des Virtuellen im 20. Jahrhundert, in: Christoph Tholen (Ed.): Intervalle 5, Schriftenreihe des Wissenschaftlichen Zentrums der Universität Kassel: Kassel University Press 2002, pp. 57-76.
- New Images from Life, in: Art Inquiry: Recherches sur les Arts, Ryszard Kluszinsky (Ed.), annual publication by Lodz Scientific Society, 2001, pp. 7-26.
- Zwischen Bildsuggestion und Distanzgewinn, in: Klaus Sachs-Hombach (Ed.): Vom Realismus der Bilder: Interdisziplinäre Forschungen zur Semantik bildlicher Darstellungsformen, Magdeburg 2001, pp. 213-227.
- Telepräsenz: Zu Genealogie und Epistemologie von Interaktion und Simulation, in: Peter Gendolla u.a. (Hg.): Formen interaktiver Medienkunst. Geschichte, Tendenzen, Utopien, Frankfurt/Main: Suhrkamp 2001, S. 39–63.
- The History of Telepresence: Automata, Illusion, and The Rejection of the Body in: Ken Goldberg (Ed.): The Robot in the Garden: Telerobotics and Telepistemology on the Internet, Cambridge/Mass.: MIT-Press 2000, pp. 226-246.
- Into the Belly of the Image: Historical Aspects of Virtual Reality, in: Leonardo: Journal of the International Society for the Arts, Sciences and Technology, Vol. 32, Issue 5, 1999, pp. 365-372.
- Hingabe an das Nichts: Der Cyberspace zwischen Utopie, Ökonomie und Kunst, in: Medien.Kunst.Passagen, No. 4, 1994, pp. 17-30.